# Bolivia Suárez
Bolivia Milagro Suárez Lucena (3 de junio de 1957-17 de diciembre de 2020) fue una política venezolana que se desempeñó como diputada para la Asamblea Nacional de Venezuela. Fue elegida en las elecciones legislativas del año 2015. Suárez falleció el 17 de diciembre de 2020 por COVID-19.